# ブリュッセル万国博覧会 (1935年)

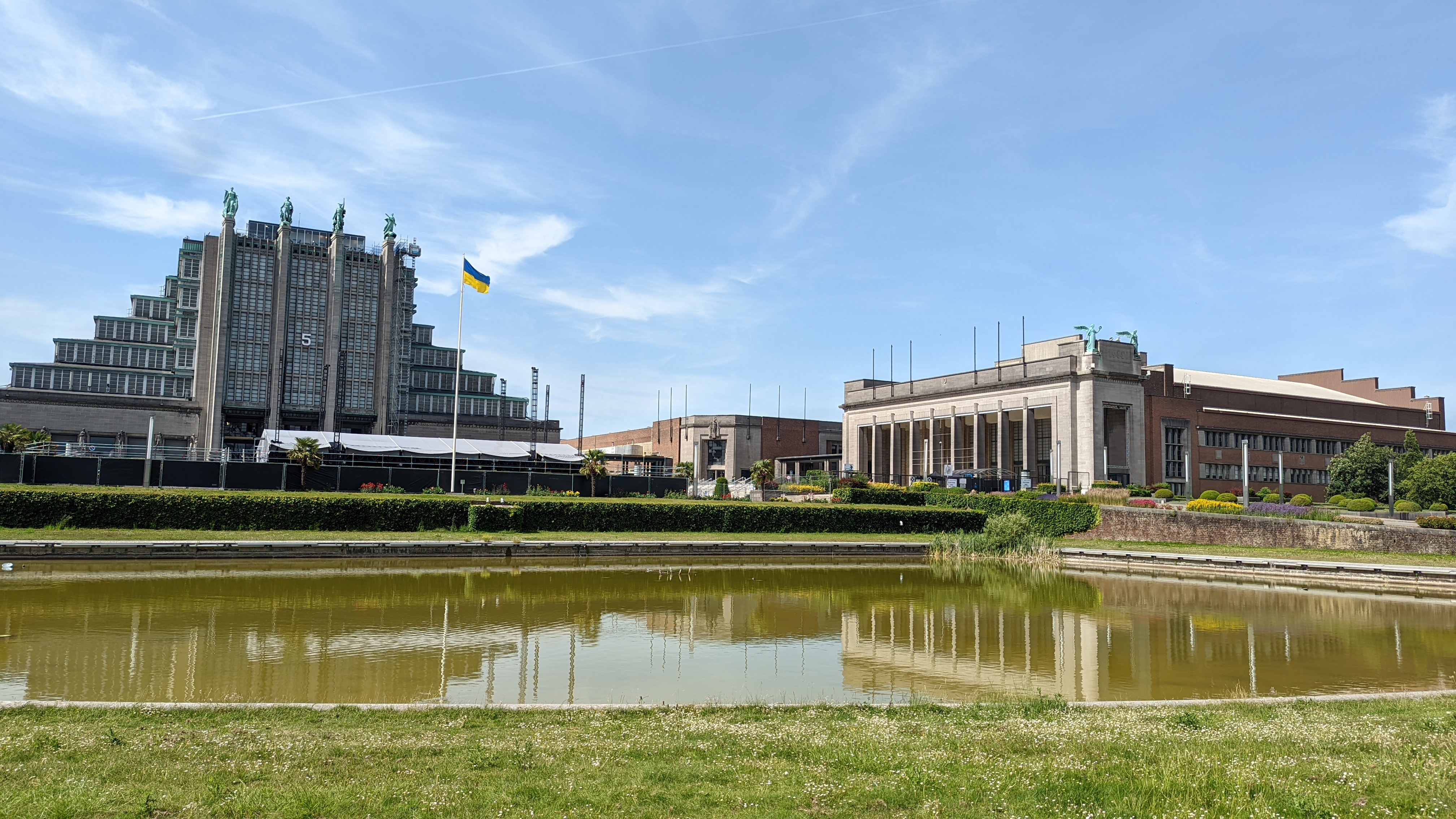
万博のメインパビリオンとして建設されたグラン・パレ（大宮殿）
現在はヘイゼル博覧場となっている

1935年のブリュッセル万国博覧会（ブリュッセルばんこくはくらんかい, Exposición Universelle et Internationale de Bruxelles 1935, Expo 1935）は、1935年4月27日から11月6日まで開催された国際博覧会（第1種一般博）である。テーマは「民族を通じての平和」。ベルギー鉄道開通100周年を記念して催された。30ヶ国が参加し、会期中2000万人が来場した。